# Bourg-Saint-Maurice

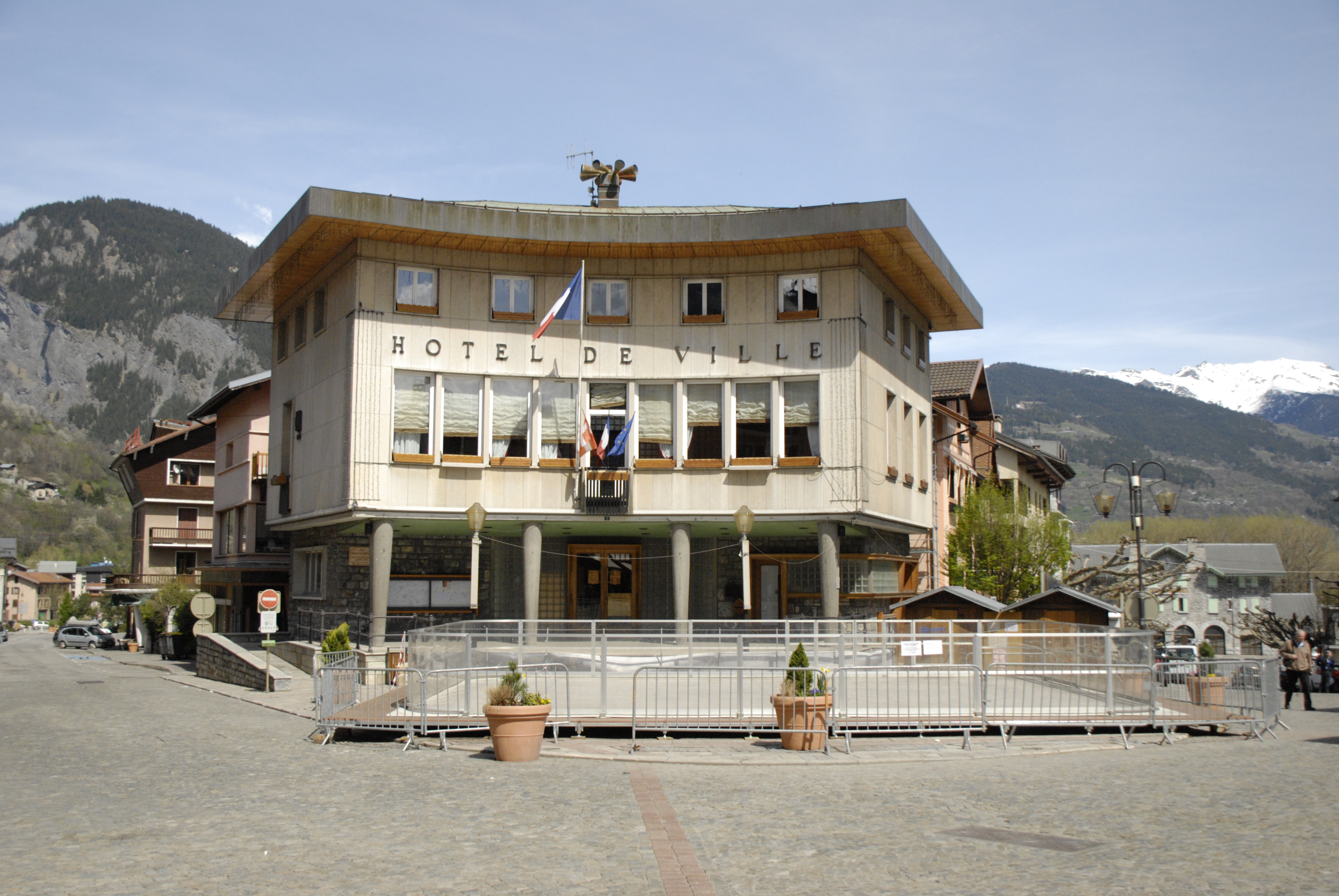
Il municipio

Bourg-Saint-Maurice (Borgo San Maurizio o Borgo San Morizio in italiano, desueto) è un comune francese di 7 160 abitanti situato nel dipartimento della Savoia della regione del Alvernia-Rodano-Alpi. Si trova lungo il corso del fiume Isère.

## Storia

### Simboli
La prima rappresentazione dello stemma comunale è del 1923. La croce trifogliata è simbolo di san Maurizio, patrono del paese, del Ducato di Savoia e del Sacro romano impero.

## Società

### Evoluzione demografica
Abitanti censiti

## Cultura

### Istruzione

#### Musei
- Museo dei minerali e della fauna

## Infrastrutture e trasporti
La principale via d'accesso a Bourg-Saint-Maurice è la N 90, che unisce Grenoble al colle del Piccolo San Bernardo.
La cittadina è servita da una propria stazione ferroviaria, capolinea della linea della Tarantasia.

## Sport

### Canoa
A Bourg-Saint-Maurice si sono svolte tre edizioni dei Campionati mondiali di canoa/kayak: nel 1969, 1987 e 2002.

### Sci

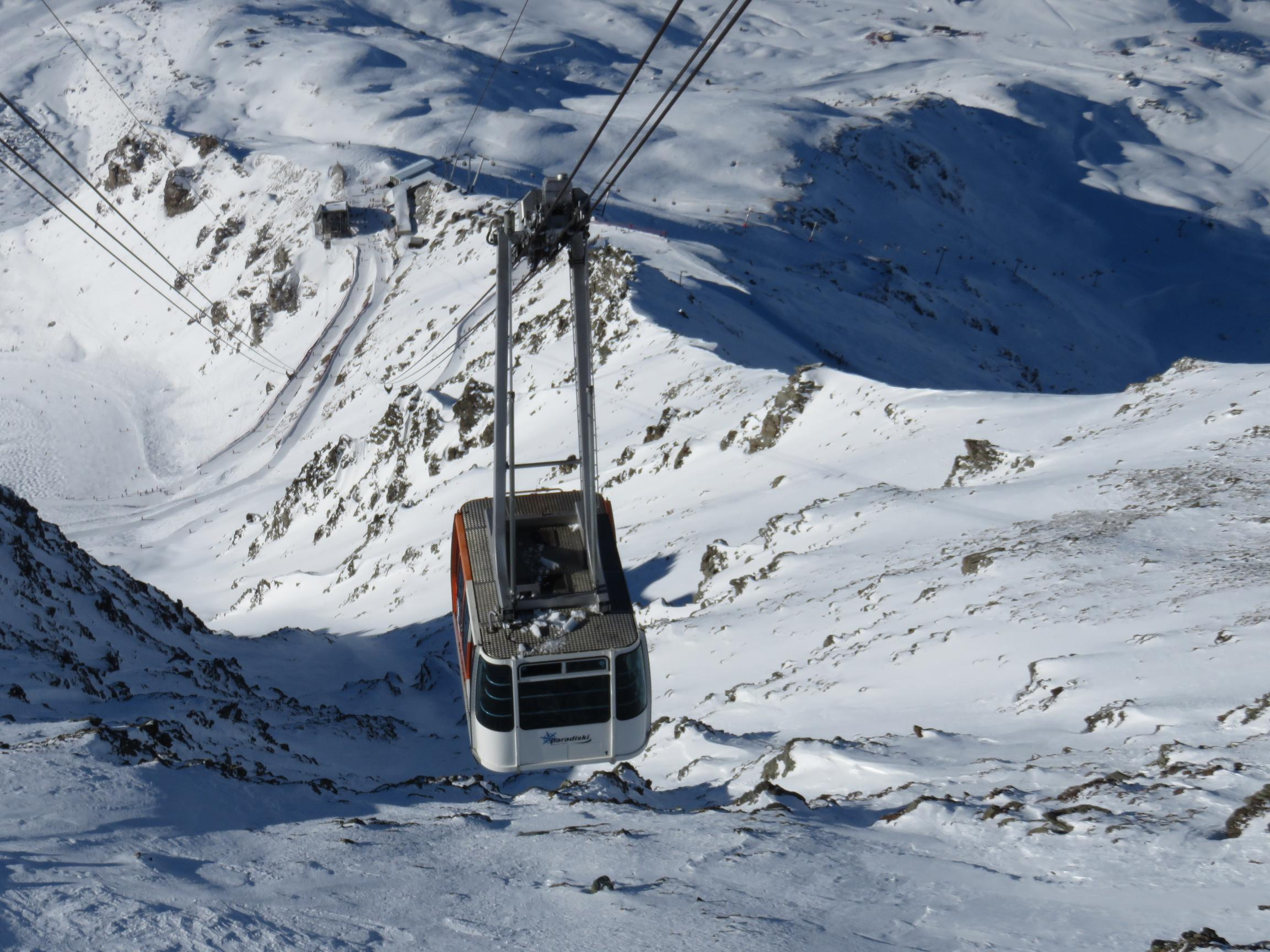
Una cabina della funivia

Nel suo territorio si trova l'importante stazione sciistica di Les Arcs.